# Lubotyń (województwo opolskie)
Lubotyń (cz. Liptýně. Liptina, niem. Liptin) – wieś w Polsce położona w województwie opolskim, w powiecie głubczyckim, w gminie Kietrz.
Przysiółkiem wsi jest Lubotyń-Kolonia.

## Nazwa
Miejscowość została zanotowana w roku 1262 jako Luptym, 1286 Luptyn, 1377 Luptin, 1437 Liptyn, 1455 Liptin. Nazwa miejscowości jest nazwą patronimiczną pochodzącą od założyciela o imieniu Lubot.

## Historia
Historycznie miejscowość leży na tzw. polskich Morawach, czyli na obszarze dawnej diecezji ołomunieckiej. Po raz pierwszy wzmiankowane zostały w 1262 roku, kiedy to kiedy należało do czeskiego Margrabstwa Moraw, później do wydzielonego z niego w 1269 księstwa opawskiego, które to co najmniej od końca XV wieku było już uważane za część Górnego Śląska.
Po wojnach śląskich znalazła się w granicach Prus i powiatu głubczyckiego. Pierwotnie była zamieszkała przez tzw. Morawców, z czasem coraz większa część mieszkańców była niemieckojęzyczna. W 1910 już tylko 36% mieszkańców posługiwało się czeskimi gwarami laskimi. W granicach Polski od końca II wojny światowej. Po drugiej wojnie światowej Morawców uznano za ludność polską i pozwolono im pozostać. Po 1956 nastąpiła fala emigracji do Niemiec.
W latach 1975–1998 miejscowość administracyjnie należała do ówczesnego województwa opolskiego.

## Zabytki
Do wojewódzkiego rejestru zabytków wpisane są:
- kościół fil. pw. Narodzenia NMP, z 1906 r.
- cmentarz kościelny, z XVII w.
  - ogrodzenie z kapliczkami wnękowymi, murowane, z XVII w.